# 6 Ore di Watkins Glen

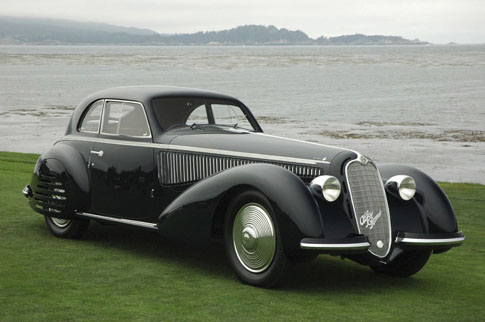
Frank Griswold vinse il primo Gran Premio di Watkins Glen con questa Alfa Romeo 8C 2900B Touring Berlinetta del 1938

La Sei Ore di Watkins Glen (attualmente sponsorizzata e conosciuta anche con il nome di Sahlen's Six Hours of The Glen) è una gara automobilistica di durata che si corre annualmente sul circuito di Watkins Glen International a Watkins Glen. La corsa viene disputata dal 1948, ha fatto parte di vari campionati come: SCCA National Sports Car Championship, United States Road Racing Championship, World Sportscar Championship, IMSA GT Championship, Rolex Sports Car Series e attualmente IMSA SportsCar Championship.

## Albo d'oro

### First street course
| Anno | Piloti            | Team               | Auto                                     | Durata/Distanza | Nome della corsa                      | Campionato                            |
| ---- | ----------------- | ------------------ | ---------------------------------------- | --------------- | ------------------------------------- | ------------------------------------- |
| 1948 | Frank Griswold    | Frank Griswold     | Alfa Romeo 8C 2900B                      |                 | Grand Prix Watkins Glen               |                                       |
| 1949 | Miles Collier     | Collier Bros.      | Riley-Mercury Special "Ardent Alligator" |                 | Grand Prix Watkins Glen               |                                       |
| 1950 | Erwin Goldschmidt | Alfred Goldschmidt | Allard J2-Cadillac                       |                 | Sports Car Grand Prix of Watkins Glen |                                       |
| 1951 | Phil Walters      | Briggs Cunningham  | Cunningham C2R                           |                 | Sports Car Grand Prix of Watkins Glen | SCCA National Sports Car Championship |
| 1952 | Briggs Cunningham | Briggs Cunningham  | Cunningham C4R-Chrysler                  | †               | Sports Car Grand Prix of Watkins Glen | SCCA National Sports Car Championship |

† Non completata; la gara venne sospesa per incidente che coinvolse anche gli spettatori.

### Second street course
| Anno | Piloti            | Team              | Auto                    | Durata/Distanza | Nome della corsa                      | Campionato                            |
| ---- | ----------------- | ----------------- | ----------------------- | --------------- | ------------------------------------- | ------------------------------------- |
| 1953 | Walt Hansgen      | Walt Hansgen      | Jaguar XK120            |                 | Sports Car Grand Prix of Watkins Glen |                                       |
| 1954 | Phil Walters      | Briggs Cunningham | Cunningham C4R-Chrysler |                 | Sports Car Grand Prix of Watkins Glen | SCCA National Sports Car Championship |
| 1955 | Sherwood Johnston | Briggs Cunningham | Jaguar D-Type           |                 | Sports Car Grand Prix of Watkins Glen | SCCA National Sports Car Championship |

### Watkins Glen International
| Anno      | Piloti                                                | Team                                   | Auto                      | Durata/Distanza         | Nome della corsa                      | Campionato                              |
| --------- | ----------------------------------------------------- | -------------------------------------- | ------------------------- | ----------------------- | ------------------------------------- | --------------------------------------- |
| 1956      | George Constantine                                    | Mary L. Constantine                    | Jaguar D-Type             |                         | Sports Car Grand Prix of Watkins Glen | SCCA National Sports Car Championship   |
| 1957      | Walt Hansgen                                          | Briggs Cunningham                      | Jaguar D-Type             |                         | Watkins Glen Grand Prix               | SCCA National Sports Car Championship   |
| 1958      | Ed Crawford                                           | Briggs Cunningham                      | Lister-Jaguar             |                         | Grand Prix Watkins Glen               | SCCA National Sports Car Championship   |
| 1959      | Walt Hansgen                                          | Briggs Cunningham                      | Lister-Costin Jaguar      |                         | Watkins Glen Grand Prix               | SCCA National Sports Car Championship   |
| 1960      | Augie Pabst                                           | Meister Brauser                        | Scarab Mk II-Chevrolet    |                         | Watkins Glen Grand Prix               | SCCA National Sports Car Championship   |
| 1961      | George Constantine                                    | John T. Bunch                          | Ferrari 250 TR 59         |                         | Grand Prix at Watkins Glen            | SCCA National Sports Car Championship   |
| 1962      | Walt Hansgen                                          | Briggs Cunningham                      | Cooper Monaco T61-Buick   |                         | Grand Prix at Watkins Glen            | SCCA National Sports Car Championship   |
| 1963      | Bob Holbert                                           |                                        | Porsche 718 RS61          |                         | Watkins Glen Sports Car Grand Prix    | United States Road Racing Championship  |
| 1964      | Jim Hall                                              | Chaparral Cars                         | Chaparral 2A-Chevrolet    |                         | Watkins Glen Sports Car Grand Prix    | United States Road Racing Championship  |
| 1965      | Jim Hall                                              | Chaparral Cars                         | Chaparral 2A-Chevrolet    |                         | Watkins Glen Sports Car Grand Prix    | United States Road Racing Championship  |
| 1966      | John Fulp                                             |                                        | Lola T70 Mk.2-Chevrolet   |                         | Watkins Glen Sports Car Grand Prix    | United States Road Racing Championship  |
| 1967      | Mark Donohue                                          | Roger Penske                           | Lola T70 Mk.3-Chevrolet   |                         | Sports Car Grand Prix at Watkins Glen | United States Road Racing Championship  |
| 1968      | Mark Donohue                                          | Roger Penske                           | McLaren M6A-Chevrolet     |                         | Watkins Glen Sports Car Road Race     | United States Road Racing Championship  |
| 1968      | Jacky Ickx Lucien Bianchi                             | J.W. Automotive Engineering            | Ford GT40                 | 6 Ore                   | Watkins Glen Sports Car Road Race     | Campionato Mondiale Sportprototipi      |
| 1969      | Jo Siffert Brian Redman                               | Porsche of Austria                     | Porsche 908/02            | 6 Ore                   | Watkins Glen Six Hours                | Campionato Mondiale Sportprototipi      |
| 1970      | Pedro Rodríguez Leo Kinnunen Jo Siffert               | J.W. Automotive Engineering            | Porsche 917K              | 6 Ore                   | 6 Hours of the Glen                   | Campionato Mondiale Sportprototipi      |
| 1971      | Andrea De Adamich Ronnie Peterson                     | Autodelta SpA                          | Alfa Romeo T33/3          | 6 Ore                   | 6 Hours of the Glen                   | Campionato Mondiale Sportprototipi      |
| 1972      | Mario Andretti Jacky Ickx                             | SpA Ferrari SEFAC                      | Ferrari 312PB             | 6 Ore                   | 6 Hours of the Glen                   | Campionato Mondiale Sportprototipi      |
| 1973      | Gérard Larrousse Henri Pescarolo                      | Équipe Matra-SIMCA                     | Matra-SIMCA MS 670B       | 6 Ore                   | 6 Hours of the Glen                   | Campionato Mondiale Sportprototipi      |
| 1974      | Jean-Pierre Jarier Jean-Pierre Beltoise               | Équipe Gitanes                         | Matra-SIMCA MS 670C       | 6 Ore                   | 6 Hours of the Glen                   | Campionato Mondiale Sportprototipi      |
| 1975      | Derek Bell Henri Pescarolo                            | Willi Kauhsen Racing Team              | Alfa Romeo 33TT12         | 6 Ore                   | 6 Hours of the Glen                   | Campionato Mondiale Sportprototipi      |
| 1976      | Rolf Stommelen Manfred Schurti                        | Martini Racing Porsche System          | Porsche 935               | 6 Ore                   | 6 Hours of the Glen                   | Campionato Mondiale Sportprototipi      |
| 1977      | Jochen Mass Jacky Ickx                                | Martini Racing Porsche System          | Porsche 935/77            | 6 Ore                   | 6 Hours of the Glen                   | Campionato Mondiale Sportprototipi      |
| 1978      | Toine Hezemans John Fitzpatrick                       | GeLo Racing Team                       | Porsche 935/77            | 6 Ore                   | World Championship 6-Hours            | Campionato Mondiale Sportprototipi      |
| 1979      | Don Whittington Klaus Ludwig Bill Whittington         | Whittington Brothers Kremer Racing     | Porsche 935 K3            | 6 Ore                   | World Championship 6-Hours            | Campionato Mondiale Sportprototipi      |
| 1980      | Hans Heyer Riccardo Patrese                           | Lancia Corse                           | Lancia Beta Monte Carlo   | 6 Ore                   | World Championship 6-Hours            | Campionato Mondiale Sportprototipi      |
| 1981      | Riccardo Patrese Michele Alboreto                     | Martini Racing                         | Lancia Beta Monte Carlo   | 6 Ore                   | Glen Six Hours of Endurance           | Campionato Mondiale Sportprototipi      |
| 1982 1983 | Non disputata                                         | Non disputata                          | Non disputata             | Non disputata           | Non disputata                         | Non disputata                           |
| 1984      | Al Holbert Derek Bell Jim Adams                       | Holbert Racing                         | Porsche 962               | 6 Ore                   | Camel Continental                     | IMSA GT Championship                    |
| 1985      | Al Holbert Derek Bell                                 | Holbert Racing                         | Porsche 962               | 3 Ore                   | Camel Continental                     | IMSA GT Championship                    |
| 1986      | Al Holbert Derek Bell                                 | Holbert Racing                         | Porsche 962               |                         | Camel Continental                     | IMSA GT Championship                    |
| 1987      | Price Cobb Vern Schuppan                              | Dyson Racing                           | Porsche 962               |                         | Camel Continental                     | IMSA GT Championship                    |
| 1988      | Geoff Brabham John Morton                             | Electramotive Engineering              | Nissan GTP ZX-Turbo       |                         | Camel Continental                     | IMSA GT Championship                    |
| 1989      | Geoff Brabham Chip Robinson                           | Electramotive Engineering              | Nissan GTP ZX-Turbo       |                         | Camel Continental                     | IMSA GT Championship                    |
| 1990      | Chip Robinson Bob Earl                                | Nissan Performance Technology          | Nissan NPT-90             |                         | Camel Continental                     | IMSA GT Championship                    |
| 1991      | Juan Manuel Fangio II                                 | All American Racers                    | Eagle HF90-Toyota         |                         | Camel Continental                     | IMSA GT Championship                    |
| 1992      | Juan Manuel Fangio II                                 | All American Racers                    | Eagle MkIII-Toyota        | 2 Ore, 45 minuti        | Camel Continental                     | IMSA GT Championship                    |
| 1993      | Juan Manuel Fangio II                                 | All American Racers                    | Eagle MkIII-Toyota        |                         | Camel Continental                     | IMSA GT Championship                    |
| 1994      | Giampiero Moretti Eliseo Salazar                      | MOMO                                   | Ferrari 333 SP            | 3 Ore                   | Glen Continental                      | IMSA GT Championship                    |
| 1995      | Butch Leitzinger James Weaver                         | Dyson Racing                           | Riley & Scott Mk III-Ford | 3 Ore                   | Glen Continental                      | IMSA GT Championship                    |
| 1996      | Giampiero Moretti Max Papis                           | MOMO                                   | Ferrari 333 SP            | 6 Ore                   | First Union 6 Hours of the Glen       | IMSA GT Championship                    |
| 1997      | Butch Leitzinger James Weaver Elliott Forbes-Robinson | Dyson Racing                           | Riley & Scott Mk III-Ford | 6 Ore                   | First Union 6 Hours of the Glen       | IMSA GT Championship                    |
| 1998      | Giampiero Moretti Mauro Baldi Didier Theys            | MOMO/Doran Racing                      | Ferrari 333 SP            | 6 Ore                   | First Union 6 Hours of the Glen       | United States Road Racing Championship  |
| 1999      | Jean-Philippe Belloc David Donohue                    | Viper Team Oreca                       | Chrysler Viper GTS-R      | 3 Ore                   | Bosch Sports Car Oktoberfest          | FIA GT                                  |
| 2000      | James Weaver Andy Wallace Butch Leitzinger            | Dyson Racing                           | Riley & Scott Mk III-Ford | 6 Ore                   | Bosch Sports Car Summerfest           | Grand American Road Racing Championship |
| 2001      | Didier Theys Mauro Baldi Freddy Lienhard              | Doran Racing                           | Ferrari 333 SP-Judd       | 6 Ore                   | Sports Car Grand Prix at the Glen     | Grand American Road Racing Championship |
| 2002      | James Weaver Chris Dyson                              | Dyson Racing                           | Riley & Scott Mk III-Ford | 6 Ore                   | Six Hours of the Glen                 | Grand-Am Rolex Sports Car Series        |
| 2003      | David Donohue Mike Borkowski Scott Goodyear           | Brumos Porsche                         | Fabcar FDSC/03-Porsche    | 6 Ore                   | Sahlen's Six Hours of the Glen        | Grand-Am Rolex Sports Car Series        |
| 2004      | Max Papis Scott Pruett                                | Chip Ganassi Racing                    | Riley Mk XI-Lexus         | 6 Ore                   | Sahlen's Six Hours of the Glen        | Grand-Am Rolex Sports Car Series        |
| 2005      | Tracy Krohn Niclas Jönsson                            | Krohn Racing                           | Riley Mk XI-Pontiac       | 6 Ore                   | Sahlen's Six Hours of the Glen        | Grand-Am Rolex Sports Car Series        |
| 2006      | Jörg Bergmeister Boris Said                           | Krohn Racing                           | Riley Mk XI-Ford          | 6 Ore                   | Sahlen's Six Hours of the Glen        | Grand-Am Rolex Sports Car Series        |
| 2007      | Alex Gurney Jon Fogarty                               | Bob Stallings Racing                   | Riley Mk XI-Pontiac       | 6 Ore                   | Sahlen's Six Hours of the Glen        | Grand-Am Rolex Sports Car Series        |
| 2008      | Scott Pruett Memo Rojas                               | Chip Ganassi Racing                    | Riley Mk XX-Lexus         | 6 Ore                   | Sahlen's Six Hours of the Glen        | Grand-Am Rolex Sports Car Series        |
| 2009      | Scott Pruett Memo Rojas                               | Chip Ganassi Racing                    | Riley Mk XX-Lexus         | 6 Ore                   | Sahlen's Six Hours of the Glen        | Grand-Am Rolex Sports Car Series        |
| 2010      | Scott Pruett Memo Rojas                               | Chip Ganassi Racing with Felix Sabates | Riley Mk XX-BMW           | 6 Ore                   | Sahlen's Six Hours of the Glen        | Grand-Am Rolex Sports Car Series        |
| 2011      | Max Angelelli Ricky Taylor                            | SunTrust Racing                        | Dallara DP08-Chevrolet    | 6 Ore                   | Sahlen's Six Hours of the Glen        | Grand-Am Rolex Sports Car Series        |
| 2012      | João Barbosa Darren Law                               | Action Express Racing                  | Chevrolet Corvette DP     | 6 Ore                   | Sahlen's Six Hours of the Glen        | Grand-Am Rolex Sports Car Series        |
| 2013      | João Barbosa Christian Fittipaldi                     | Action Express Racing                  | Chevrolet Corvette DP     | 6 Ore                   | Sahlen's Six Hours of The Glen        | Grand-Am Rolex Sports Car Series        |
| 2014      | Richard Westbrook Michael Valiante                    | Spirit of Daytona Racing               | Chevrolet Corvette DP     | 6 Ore                   | Sahlen's Six Hours of The Glen        | Tudor United SportsCar Championship     |
| 2015      | Richard Westbrook Michael Valiante                    | VisitFlorida.com Racing                | Chevrolet Corvette DP     | 6 Ore                   | Sahlen's Six Hours of The Glen        | Tudor United SportsCar Championship     |
| 2016      | Filipe Albuquerque João Barbosa Christian Fittipaldi  | Action Express Racing                  | Chevrolet Corvette DP     | 6 Ore                   | Sahlen's Six Hours of The Glen        | Campionato IMSA WeatherTech SportsCar   |
| 2017      | Filipe Albuquerque João Barbosa Christian Fittipaldi  | Mustang Sampling Racing                | Cadillac DPi-V.R          | 6 Ore                   | Sahlen's Six Hours of The Glen        | Campionato IMSA WeatherTech SportsCar   |
| 2018      | Misha Goikhberg Stephen Simpson Chris Miller          | JDC-Miller Motorsports                 | Oreca 07-Gibson           | 6 Ore                   | Sahlen's Six Hours of The Glen        | Campionato IMSA WeatherTech SportsCar   |
| 2019      | Jonathan Bomarito Olivier Pla Harry Tincknell         | Mazda Team Joest                       | Mazda RT24-P              | 6 Ore                   | Sahlen's Six Hours of The Glen        | Campionato IMSA WeatherTech SportsCar   |
| 2020      | Non disputatasi                                       | Non disputatasi                        | Non disputatasi           | Non disputatasi         | Non disputatasi                       | Non disputatasi                         |
| 2021      | Jonathan Bomarito Oliver Jarvis Harry Tincknell       | Mazda Motorsports                      | Mazda RT24-P              | 6 Ore 1 090 km (680 mi) | Sahlen's Six Hours of the Glen        | Campionato IMSA WeatherTech SportsCar   |
| 2022      | Filipe Albuquerque Ricky Taylor                       | Wayne Taylor Racing                    | Acura ARX-05              | 6 Ore 900 km (559 mi)   | Sahlen's Six Hours of the Glen        | Campionato IMSA WeatherTech SportsCar   |
| 2023      | Nick Yelloly Connor De Phillippi                      | BMW M Team RLL                         | BMW M Hybrid V8           | 6 Ore 1 115 km (693 mi) | Sahlen's Six Hours of the Glen        | Campionato IMSA WeatherTech SportsCar   |